# Vertagopus sarekensis
Vertagopus sarekensis is een springstaartensoort uit de familie van de Isotomidae. De wetenschappelijke naam van de soort is voor het eerst geldig gepubliceerd in 1906 door Wahlgren.